# Atherina breviceps
Atherina breviceps är en fiskart som beskrevs av Valenciennes, 1835. Atherina breviceps ingår i släktet Atherina och familjen silversidefiskar. Inga underarter finns listade.

## Bildgalleri

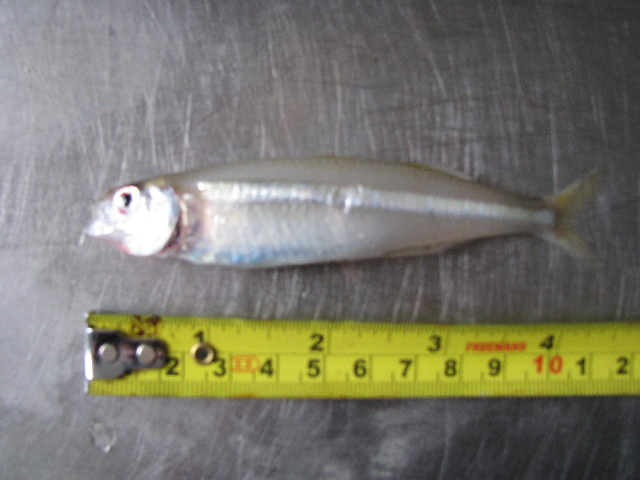